# Angela Ales Bello
Angela Ales Bello (Roma, 11 luglio 1939) è una filosofa italiana, fondatrice e direttrice del centro italiano di ricerche fenomenologiche.

## Biografia
Dopo la laurea e la specializzazione in filosofia alla Università degli Studi di Roma "La Sapienza", si è dedicata soprattutto ad approfondire la fenomenologia di Husserl, studiando anche altri autori della scuola fenomenologica, in particolare quelli tedeschi. In tale ambito ha analizzato il pensiero delle donne filosofe che si sono formate all'interno del cosiddetto Circolo di Gottinga, tra cui Edith Stein, di cui Ales Bello è una delle più importanti specialiste, e Hedwig Conrad-Martius. Ales Bello cura l'edizione integrale per Città Nuova Editrice delle opere di Edith Stein in italiano. Ha pubblicato saggi e articoli specialistici sul pensiero fenomenologico.
Già professoressa ordinaria di storia della filosofia contemporanea presso la Pontificia Università Lateranense a Roma, ha insegnato fenomenologia dell'esperienza religiosa nella Facoltà di filosofia della quale è stata decana fino al 2002; è stata professoressa invitata presso l'Università di San Paolo.
È presidentessa del centro italiano di ricerche fenomenologiche, da lei fondato nel 1974 e che è associato all'istituto mondiale di fenomenologia.
È membro del comitato scientifico del "centro studi femininum ingenium" (Csfi), un'associazione di promozione sociale, con sede a Pomezia che intende promuovere la valorizzazione del femminile.

## Riconoscimenti
- 2007 - Premio Empedocle, per la sezione: Filosofia e Religione nella Cultura Cristiana.[6]
- 2010 - Premio alla carriera della Repubblica Islamica del Pakistan.[7]
- 2012 - Premio Santa Barbara.[8]

## Opere
- Edmund Husserl e la storia, Parma, Studium Parmense, 1971.
- Husserl e le scienze, Roma, La goliardica, 1980.
- L'oggettività come pregiudizio. Analisi di inediti husserliani sulla scienza, Roma, La goliardica, 1982.
- Husserl. Sul problema di Dio, Roma, Studium, 1985. ISBN 88-382-3518-X.
- Per una antropologia fenomenologica. Ragioni e metodo (con Domenico A. Conci), in AA. VV., Ethos e cultura. Studi in onore di Ezio Riondato, Padova, Editrice Antenore, 1991, vol. 1º, pp. 573–598.
- (EN)  "Phenomenology as the semiotics of archaic or 'different' life experiences. Toward an analysis of the Sacred" (con Domenico A. Conci, in Phenomenology Inquiry, vol. 15, 1991, pp. 106–128.
- Fenomenologia dell'essere umano. Lineamenti di una filosofia al femminile, Roma, Città Nuova, 1992.
- Fenomenologia dei segni del sacro, in Archivio di Filosofia, n. 60, 1992, pp. 185–193.
- Sacro e religioso nella fenomenologia della religione, in Per la filosofia, n. 29, 1993.
- Fenomenologia e antropologia culturale. Il Mondo-della-vita dei primitivi, in Il Contributo, gennaio-marzo 1993, pp. 3–9.
- Archeologia fenomenologica del logos occidentale, in Il Contributo, luglio-settembre 1993, pp. 3–12.
- Culture e religioni. Una lettura fenomenologica, Roma, Città Nuova, 1997.
- Hyle, Body, Life: Phenomenological Archeology of the Sacre, in Analecta Husserliana, n. 57, 1998.
- La Potenza e il male. Archeologia fenomenologica del sacro e del religioso, in Dialegesthai. Rivista telematica di filosofia [in linea], 1999, [43 KB], ISSN 1128-5478.
- Teologia filosofica e hyletica fenomenologica: intersoggettività e impersonalità, in Archivio di Filosofia, n. 1-3, 2001.
- L'universo nella coscienza. Introduzione alla fenomenologia di Edmund Husserl, Edith Stein, Hedwig Conrad-Martius, Pisa, ETS, 2003. ISBN 88-467-0769-9.
- Edmund Husserl. Pensare Dio, credere in Dio, Padova, Messaggero, 2005. ISBN 88-250-1390-6.
- (EN)  The Divine in Husserl and other explorations, Dordrecht, Springer, 2009. ISBN 978-1-4020-8910-7.
- Edith Stein o dell'armonia, Studium, 2009, ISBN 8838240620
- Formazione e sviluppo dell'individualità di Edith Stein, Città Nuova, 2017.
- Antropologia filosofica e teologia in Edith Stein.La persona umana e le persone divine. In Convivialità delle differenze, rivista degli issr metropolitani di Puglia, Anno V, vol.1 Gennaio/Giugno 2024 pag.61
- Amore senza confini. La Caritas negli scritti dottrinali di papa Francesco, Castelvecchi, 2024.